# Mihai Drăgan
Mihai Drăgan (n. 6 decembrie 1937, Viișoara com. Târgu Trotuș, județul Bacău – d. 1 noiembrie 1993, Iași), doctor în filologie, a fost un critic și istoric literar român, profesor la Universitatea „A. I. Cuza” din Iași.
A fost membru al Uniunii Scriitorilor din România. În anul 1972 a primit Premiul pentru critică și istorie literară al Uniunii Scriitorilor, iar în ianuarie 1998 a fost distins cu premiul Uniunii Scriitorilor.

## Lucrări publicate
- Aproximații critice, Iași, Ed. Junimea, 1970
- G. Ibrăileanu, București, Ed. Albatros, 1971
- B. P. Hasdeu, Iași, Ed. Junimea, 1972
- Reacții critice, Iași, Ed. Junimea, 1973
- Mihai Eminescu - interpretări, vol. I-II, Iași, Ed. Junimea, 1982-1986
- Clasici și moderni, București, Ed. Cartea Romanească, 1987
- Eminescu tânăr sau „A doua mea ființă, Iași, Institutul European, 1999